# Nils Alwall
Nils Alwall (Kiaby, 7 ottobre 1904 – Lund, 2 febbraio 1986) è stato un inventore e medico svedese pioniere dell'emodialisi. Alwall ha aperto la strada alla tecnica dell'ultrafiltrazione e ha introdotto il principio dell'emofiltrazione.

## Biografia
Nato con il cognome "Andersson" in un piccolo villaggio della Svezia meridionale, Nils poté frequentare gli studi grazie al supporto di uno zio. Nel 1923, dopo aver completato gli studi secondari, si iscrisse alla facoltà di Medicina e Chirurgia all'Università di Lund. Durante il secondo anno di studio il professor Torsten Thunberg gli offrì la posizione di assistente, senza paga, ma con la possibilità di alloggio gratuito all'Istituto di Fisiologia. Nils rimase per quasi quattro anni, continuando i suoi studi e impegnandosi nei suoi esperimenti.
Nel 1927 decise, in accordo con il fratello Edvin, di cambiare il proprio cognome in "Alwall".
Nel 1928 pubblicò l primi risultati sul metodo di deidrogenasi del sangue dei conigli. L'anno seguente ottenne il posto di assistente all'Istituto di Farmacologia, ancora una volta senza paga ma con alcuni privilegi. Quindi iniziò il suo dottorato di ricerca sul ruolo del dinitrofenolo nel migliorare il metabolismo dei conigli. Dopo un periodo di tirocinio nei reparti ospedalieri, nella primavera del 1932 divenne medico a tutti gli effetti e, fino al 1934, praticò l'attività di medico di famiglia in alcuni piccoli villaggi della Svezia meridionale. Nel 1935 discusse la tesi di dottorato. In seguito si trasferì a Pécs in Ungheria, su invito di Geza Mansfeld, dove apprese gli esperimenti sui cani. Dopo il suo ritorno in Svezia, nell'autunno del 1936, divenne professore associato di Farmacologia all'Università di Lund.
Nel 1941 Nils Alwall si sposò con Ellen Alströmer, una cugina di un suo collega. La coppia ebbe tre figli.
Nel 1940-1941, quando Alwall era a capo del reparto di medicina interna, maturò l'idea di creare un apparecchio che sostituisse la funzione dei reni. Iniziò la sperimentazione su una quarantina di conigli, con un primo rene artificiale, ma fu un fallimento. I successivi modelli di rene artificiale, testati a partire dal 1942, erano a forma di tamburo verticale di differenti misure e, una volta eseguite le procedure, i livelli di urea dei conigli diminuirono. Per avere accesso alle vene e alle arterie si usavano canne in vetro e tubi in gomma, che venivano rimossi dopo ogni procedura di dialisi. Alwall si accorse ben presto che, dopo le sedute, venivano danneggiati i vasi sanguigni, così inventò un shunt arterovenoso che permetteva di ripetere la dialisi per sette volte. I risultati di questi esperimenti vennero pubblicati nel 1949. Questa procedura venne applicata a pazienti umani, tuttavia non i risultati non furono soddisfacenti a causa della formazione di coaguli e lo sviluppo di infezioni. I materiali utilizzati erano ancora primitivi per ottenere risultati soddisfacenti.
Nel 1943-1944 Alwall eseguì tredici biopsie renali, le prime al mondo, usando l'ago per le biopsie epatiche di Iversen e Roholm.
Nel 1945-1946 vennero costruiti nuovi reni artificiali nel laboratorio dell'Istituto di Fisiologia, adatti alla sperimentazione umana. Alwall coprì i costi di tasca propria. Nel 1946 ricevette un prestito, così poté assumere due assistenti.
Già nel 1944 Alwall era pronto a testare il rene artificiale su pazienti umani. Il direttore della clinica, sebbene ben disposto al progetto, predicava calma, perché temeva che la morte di un paziente durante il trattamento avesse ostacolato l'approvazione delle autorità sanitarie. Inoltre molti colleghi di Alwall vedevano con diffidenza questa procedura.
Il primo test dell'apparecchio di Alwall avvenne nella notte tra il 3 e il 4 settembre 1946 su un paziente uremico in stato critico. La procedura si eseguì nel laboratorio e durò sei ore. Sebbene i parametri biochimici fossero migliorati, il paziente morì poche ore dopo per insufficienza respiratoria. Tuttavia Alwall concluse che la macchina per dialisi era a un punto di svolta e poco dopo ricevette un finanziamento per il suo laboratorio, che venne adattato a Dipartimento di Dialisi, il primo al mondo. Nei primi mesi del 1947 vennero trattati altri due pazienti, stavolta con successo.
Alwall si interessò anche della formazione di edemi, comprendendo che era uno dei sintomi dell'uremia. Così valutò la possibilità di applicare la dialisi per rimuovere i liquidi in eccesso, cioè l'ultrafiltrazione. Dapprima sperimentò con i conigli, poi con i pazienti umani, Alwall ottenne l'ultrafiltrazione creando una pressione positiva nel sangue e una negativa pressione nel dialisato. Gli altri reni artificiali dell'epoca, quello di Murray e quello di Kolff non offrivano questa possibilità. Per evitare complicazioni durante l'ultrafiltrazione, Alwall ordinò uno stretto controllo del peso dei pazienti e continue radiografie del petto.
A seguito della crescente domanda di reni artificiali, dal 1949 Alwall, in collaborazione con l'industria Avesta, iniziò a costruire questi apparecchi che potevano eseguire anche l'ultrafiltrazione. Nel frattempo la clinica di Lund stava ricevendo, grazie anche ai risultati di Alwall pubblicati nella rivista Lancet, una certa attenzione a livello mondiale. Agli inizi degli anni Cinquanta il dipartimento di dialisi di Lund venne ingrandito con l'aggiunta di una nuova stanza e di una nuova macchina per dialisi.
Nel 1949 Alwall eseguì i primi esperimenti di emofiltrazione sui conigli, che definì "ultrafiltrazione interscambiabile", notando che dava effetti simili alla dialisi. Nel 1952 pubblicò i risultati dell'esecuzione di dialisi su conigli avvelenati da barbiturici. Vennero poi osservati alcuni casi di pazienti usciti dal coma dopo l'esecuzione della dialisi. Nel 1952 riportò il caso di un paziente che, sofferente di edemi con normale funzione renale, venne sottoposto a continue ultrafiltrazioni, dato che i farmaci diuretici non erano ancora disponibili.
Nel corso degli anni Cinquanta, provenienti da tutta la Svezia, ma qualcuno anche dall'estero, i pazienti trattati a Lund aumentarono costantemente. Inizialmente venivano trattati solo i malati acuti. A partire dal 1960 partì anche il programma per trattare i cronici.
Nel 1957 Alwall ottenne la cattedra di Nefrologia all'Università di Lund. A fine anni Cinquanta il suo Dipartimento venne ulteriormente ampliato con una nuova stanza e un nuovo macchinario, tuttavia la domanda di trattamenti dialitici eccedeva la disponibilità. Infatti fino al 1958 il centro di Lund era l'unico presente più era l'unico presente in tutta la Svezia.
Nel 1961 Alwall ebbe un incontro con l'industriale Holger Crafoord, il quale aveva fatto una lunga carriera alla direzione della Akerlund&Rausing, dove raccontò dei suoi lavori, dei pazienti in dialisi, della mancanza di attrezzature, dei problemi tecnici e della crescente domanda di questo tipo di trattamento. Crafoord fu affascinato dalla figura di Alwall, così fondò l'azienda Gambro nel 1964. Dalla collaborazione con Crafoord, Alwall venne rifornito dagli apparecchi della Gambro che poté testare alla fine degli anni Sessanta.
Nel 1968 il Dipartimento di Nefrologia venne spostato in un nuovo edificio. Il reparto contava quarantadue letti, di cui quattordici dedicati all'emodialisi. A quell'epoca la struttura diretta da Alwall era la seconda al mondo per dotazione di macchine per dialisi, superata solamente dallo Swedish Hospital di Seattle.
Alwall andò in pensione nel 1971 all'età di sessantasette anni, tuttavia rimase attivo negli anni successivi in ambito scientifico, didattico e giornalistico. Nell'ottobre 1985 fu presente al congresso dell'International Society of Artificial Organs in cui fece una lettura sulla storia e sul sviluppo della dialisi. Due mesi dopo iniziò ad ammalarsi. Dopo un breve ricovero ospedaliero, morì nel febbraio del 1986 per un attacco cardiaco.